# Suhu Rama
Suhu Rama ist eine osttimoresische Aldeia. Sie liegt im Süden des Sucos Lahane Oriental (Verwaltungsamt Nain Feto, Gemeinde Dili). Im Norden grenzt Suhu Rama an die Aldeias Marabia und Metin, im Nordosten die Aldeia Sare und im Osten die Aldeia Rai Mean. Im Westen befindet sich der Suco Lahane Ocidental und im Süden der Suco Balibar. An der Ostgrenze von Suhu Rama verläuft der Bemori, ein Nebenfluss des Mota Claran, der nur in der Regenzeit Wasser führt. Im Westen erhebt sich der Foho Marabia, der weiter südlich zum Foho Acobau führt, der bereits in Lahane Ocidental liegt.

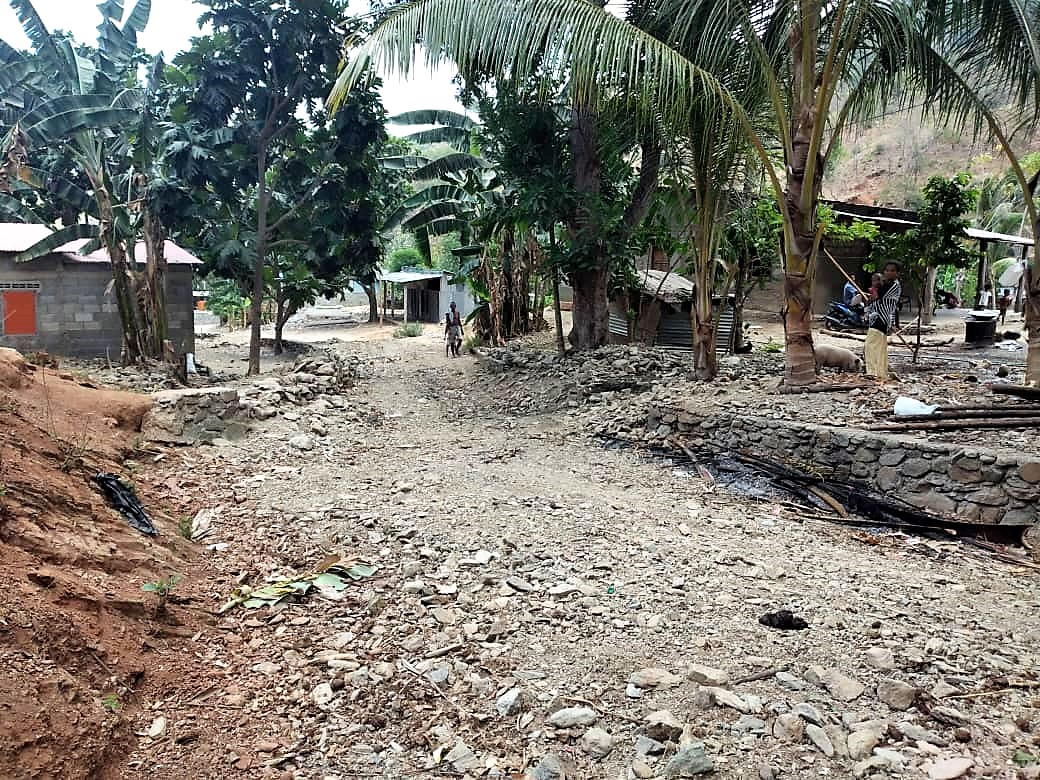
In Suhu Rama (Sept. 2021)

In Suhu Rama leben 413 Menschen (2015). Die meisten Häuser befinden sich entlang des Flussbetts des Bemori.